# Aleksander Morrison
Aleksander Morrison (Muryson, Mirisson) herbu Muryson (zm. po 1676) – kapitan piechoty armii koronnej.

## Życiorys
Pochodził ze szkockiej rodziny szlacheckiej Morison de Manners, osiadłej na Litwie w 1655, był synem Jakóba, który pierwszy osiadł w Rzeczypospolitej, a sam był synem Jana i Agnieszki Bisset z Aberdeenshire w Szkocji.

W 1660 zaciągnął się do regimentu piechoty Michała Kazimierza Radziwiłła, w jednostce tej jego starszy brat Wilhelm był chorążym.
Od wiosny 1673 bracia Morrisonowie służyli w regimencie piechoty wojewody bełskiego Konstantego Wiśniowieckiego, Aleksander pełnił funkcję regiments–kwatermistrza. Brał udział w kampanii chocimskiej, jesienią 1673.
W 1676 podczas sejmu koronacyjnego Jana III Sobieskiego, na wniosek hetmana Dymitra Wiśniowieckiego za zasługi wojenne bracia Aleksander i Wilhelm Morrisonowie, kapitanowie piechoty armii koronnej otrzymali indygenat i herb.

## Rodzina
W 1680 poślubił Aleksandrę Żabokrzycką cześnikównę bracławską, z tego związku synowie:
- Stanisław
- Jan – pisarz grodzki, miecznik nowogrodzki i bracławski[4]

Ze związku z Franciszką Potepską - wojczanką trembowelską, miał synów:
- Józefa
- Franciszka
- Antoniego.